# Studitemps
Studitemps ist ein Personaldienstleister, der sich auf die Überlassung von Studenten sowie die Vermittlung und Überlassung von Absolventen und Young Professionals spezialisiert hat.
Das Unternehmen mit Hauptsitz in Köln ist bundesweit in 24 Städten mit einem eigenen Standort vertreten. 2020 beschäftigte das Unternehmen durchschnittlich 397 interne Mitarbeiter und 7.190 Studenten in Teil- und Vollzeit.

## Geschichte
Studitemps wurde 2008 durch die WHU-Absolventen Benjamin Roos und Andreas Wels in Köln gegründet. Zeitgleich beteiligte sich die Verlagsgruppe Georg von Holtzbrinck als Risikokapitalgeber. Dritter Geschäftsführer und Chief Executive Officer wurde im Juni 2011 Eckhard Köhn. Seit Juni 2018 ist zudem André Swientek als Chief Operating Officer in der Geschäftsführung tätig.
2010 schloss sich das Unternehmen dem Interessenverband Deutscher Zeitarbeitsunternehmen e. V. (iGZ) an und unterliegt damit einer Tarifbindung.
Zur Finanzierung der weiteren Expansion warb Studitemps im Juni 2012 rund 3 Millionen Euro vom französischen Finanzier Seventure Partners, b-to-v Partners und Raffay & Cie ein. Im Jahr 2015 erfolgte eine weitere Finanzierungsrunde über 12 Millionen Euro, an der sich auch Iris Capital als Neuinvestor beteiligte.
Im Jahr 2017 wurde Studitemps von dem Wirtschaftsmagazin Inc. in die Inc.-5000-Liste aufgenommen. 2018 wurde es dort auf Platz 3.077 geführt, das heißt, es gab in Europa mindestens 3.076 Unternehmen, die schneller wuchsen als Studitemps. In der Sparte Personaldienstleister waren 52 aufgeführte Unternehmen wachstumsstärker als Studitemps.
12 Jahre nach der Gründung von Studitemps verkündeten die beiden Geschäftsführer und Gründer, Benjamin Roos und Andreas Wels, im Juli 2020 ihren Abgang von Studitemps.
Derzeit verfügt das Unternehmen bundesweit über vierundzwanzig Standorte. Dazu zählen Augsburg, Berlin, Bochum, Bonn, Bremen, Dortmund, Duisburg, Düsseldorf, Dresden, Essen, Flensburg, Frankfurt a. M., Hamburg, Hannover, Karlsruhe, Kiel, Köln, Leipzig, Mainz, Mannheim, München, Münster, Nürnberg und Stuttgart.

## Produkte und Marken

### Aktuelle Produkte und Marken
Seit November 2008 betreibt Studitemps mit Jobmensa eine Online-Jobbörse für Studenten und nutzt diese als Rekrutierungskanal für ihre Kunden im Rahmen der studentischen Arbeitnehmerüberlassung.
Über die Onlineplattform, auf welcher sich jeden Monat rund 13.000 Studenten neu registrieren, gehen monatlich bis zu 45.000 Bewerbungen auf Studitemps-Jobs ein, wobei der Schwerpunkt auf den Bereichen Kundenbetreuung, Einzelhandel sowie Logistik und Produktion liegt. Während 80 % der Stellen auf Jobmensa von externen Unternehmen geschaltet werden, stammen 20 % der Jobangebote direkt von Studitemps.
Dem Unternehmen wurde im Oktober 2010 erstmals die befristete Erlaubnis zur gewerbsmäßigen Arbeitnehmerüberlassung erteilt. Seit Oktober 2013 wurde diese in eine unbefristete Erlaubnis abgeändert. Im Oktober 2015 wurde das Angebot um ein Karrierenetzwerk für Absolventen und Young Professionals erweitert, auf welchem Jobs aus den Bereichen IT, Ingenieurwesen und im kaufmännischen Bereich in Festanstellung oder projektbasiert vermittelt werden.
Im Oktober 2021 erfolgte die Einführung des neuen Markennamens jobvalley sowie der offizielle Launch der digitalen Portallösung, welche Kunden ermöglicht, selbstständig studentische Unterstützung für die Verräumung von Waren, die Inventur, den Verkauf, die Produktion sowie als Küchenhilfen zu finden. jobvalley ist eine Marke der Studitemps GmbH, die als juristische Person bestehen bleibt.

### Ehemalige Produkte und Marken
Unter der Marke Jobeinstieg betrieb Studitemps von 2009 bis 2013 ein Jobportal für Absolventen. Hierbei handelte es sich um eine kostenpflichtige Jobsuchmaschine.

Von 2010 bis 2012 war das Unternehmen gemeinsam mit der Sprengnetter GmbH an einem Joint Venture beteiligt, das Studenten der Architektur und Immobilienwirtschaft als Immobilienbesichtiger einsetzt. Seit 2012 ist das ehemalige Joint Venture eine hundertprozentige Tochter der Sprengnetter GmbH.
Zwischen 2009 und 2013 wurden im Privatkundenbereich Studenten als Umzugshelfer und Babysitter vermittelt. Aufgrund einer stärkeren Fokussierung des Personaldienstleisters auf Unternehmenskunden wurden diese Geschäftsbereiche jedoch eingestellt.

## Investoren und Gesellschafter
Die Gründungsgesellschafter Benjamin Roos, Andreas Wels und Holtzbrinck Ventures als Teil der Verlagsgruppe Holtzbrinck sind seit der Gründung im Juli 2008 am Unternehmen beteiligt. Im Mai 2011 erwarb die Raffay & Cie GmbH im Rahmen einer Finanzierungsrunde Anteile am Unternehmen.
Im Juli 2012 sind außerdem der französische Venture Capitalist Seventure Partners sowie der Schweizer Investor BrainsToVentures AG dem Gesellschafterkreis beigetreten.
Lead Investor bei einer weiteren Finanzierungsrunde im Juni 2013 ist die französische Venture Capital Gesellschaft XAnge mit rund 3,5 Millionen Euro Gesamtvolumen.
In der dritten und bislang größten Finanzierungsrunde (rund 12 Millionen Euro) stieg mit dem europäischen Wachstumsinvestor Iris Capital ein neuer Großinvestor bei Studitemps ein.

## Studienreihe „Fachkraft 2030“
Studitemps initiierte in Kooperation mit Constata und dem Department of Labour Economics der Universität Maastricht eine Studienreihe zur wirtschaftlichen und allgemeinen Lebenssituation der Studierenden in Deutschland. Der Titel „Fachkraft 2030“ zielt dabei auf die sich wandelnde Bildungslandschaft in Deutschland ab. Die Erhebung fand erstmals zu Beginn des Wintersemesters 2012/2013 statt und wird seitdem halbjährlich durchgeführt. Insgesamt nahmen in bisher vierzehn Erhebungen kumuliert über 300.000 Studenten aus ganz Deutschland teil. Ein großer Teil der dadurch eruierten Daten entstand aus Analysen des Jobportals Jobmensa. Seit 2018 wird die Studie (vormals „Fachkraft 2020“) unter dem Titel „Fachkraft 2030“ veröffentlicht.